# Casa da Pesca
A Casa da Pesca, ou Casa de Pesca, é um pavilhão com ornamentação estucada alusiva à actividade piscatória adjacente a espaço ajardinado pertencente ao conjunto do Palácio do Marquês de Pombal e que se insere nas instalações da Estação Agronómica Nacional, em Oeiras.
O Palácio dos Marqueses de Pombal, abrangendo o jardim, casa de pesca e cascata junta estão classificados como Monumento Nacional desde 1953.

## Descrição
Neste lugar aprazível, com árvores frondosas, existe um pequeno lago artificial, bordejado por uma estátua com referências marítimas. Este espelho-de-água adorna um espaço cénico composto por uma larga escadaria, por uma cascata artificial (ladeada por dois enormes pilares) e delimitado por paredes decoradas com azulejos tradicionais portugueses.
A quinta permaneceu na posse da família Pombal até 1939 quando foi vendida ao jornalista Artur Brandão (1876-1960) que se desfez do recheio da casa. Posteriormente foi adquirida pelo estado e integrada na Estação Agronómica Nacional.
É comum, quando o tempo o permite, a realização de espectáculos de música e de dança neste local, tendo actuado aí, grandes nomes da música portuguesa.
A Noite de Tunas de Oeiras, da responsabilidade do Grupo de Serenatas da FMH, realizava-se anualmente ali e é um marco nas festas do concelho de Oeiras.
Depois de anos ao abandono e em acelerado processo de ruína, em 2019, depois de passar para a responsabilidade do município, iniciaram-se as obras de recuperação.